# Lois Gould
Lois Gould (18 de desembre de 1931 - 29 de maig de 2002) fou una escriptora estatunidenca, coneguda per les seves novel·les i altres obres sobre la vida de les dones.

## Vida personal
Lois Adele Regensburg va néixer el 18 de desembre de 1931 a Manhattan. Era filla de la dissenyadora de moda Jo Copeland i del fabricant de cigars Edward J. Regensburg Jr. Tenia un germà gran, Anthony Shepherd Regensburg. El seu pare va marxar quan Lois tenia 3 anys, i la seva mare era una addicta a la feina amb aversió pels nens. Jo Copeland sovint organitzava festes, que podien incloure convidats com ara Joan Crawford o Tyrone Power. Lois va créixer a la ciutat de Nova York, en una casa a Park Avenue.
Lois es va graduar al Wellesley College. El 1955 es va casar amb el novel·lista i periodista del New York Times, Philip Benjamin. Van tenir dos fills. El 1966, Benjamin va morir sobtadament després de complicacions d'una cirurgia. Entre els papers del seu marit, Gould va trobar un diari escrit en codi. Va desxifrar-lo i va descobrir un catàleg de les seves infidelitats, moltes amb les amigues d'ella. Això es convertiria en la seva font d'inspiració per a la seva novel·la Such Good Friends.
El 1967, es va casar amb el psiquiatre Robert E. Gould, canviant així el seu nom. Robert va adoptar els dos fills de Lois, Anthony i Roger V. Gould.
L'abril de 2002, el fill de Gould, el sociòleg Roger V. Gould, va morir de leucèmia. Un mes després, la mateixa Gould va morir de càncer als 70 anys al Memorial Sloan-Kettering Cancer Center de Manhattan.

## Carrera professional
Després de graduar-se a Wellesley, Gould va escriure articles sobre els tribunals penals per a The Long Island Star-Journal, un diari de Long Island City. Va esdevenir editora de diverses revistes nacionals i va exercir com a editora executiva del Ladies' Home Journal.
El 1970, Lois Gould va publicar la seva primera novel·la, Such Good Friends, sobre una dona que s'assabenta de les moltes aventures del seu marit només després que ell hagi entrat en coma mentre és a l'hospital. Such Good Friends va estar a la llista dels més venuts del New York Times durant set setmanes i posteriorment va ser adaptada per al cinema per Otto Preminger, en una pel·lícula del mateix nom estrenada el 1971. El llibre es va tornar a publicar juntament amb les altres novel·les de Gould el 1988.
La seva novel·la Final Analysis, publicada el 1974, sembla ser parcialment autobiogràfica; tracta d'una escriptora que s'enamora del seu antic psicoterapeuta.
El seu únic conte infantil, X: A Fabulous Child's Story, és una història feminista que qüestiona els rols de gènere i lluita contra les opinions de la societat sobre la criança del nen X. Es va publicar a la revista Ms. el 1972 i el 1978 es va ampliar en un llibre.
El 1979, es va produir i distribuir el conjunt de cartes col·leccionables Supersisters; una de les cartes duia el nom i la imatge de Gould.
Les memòries de Gould de 1998 sobre la vida amb la seva mare, Mommy Dressing: A Love Story, After a Fashion, van rebre grans elogis de la crítica.
Els documents de Gould es conserven als Arxius de la Universitat de Yale.

## Obres
Novel·les:
- Such Good Friends (1970)
- Necessary Objects (1972)
- Final Analysis (1974)
- A Sea Change (1976)
- La Presidenta (1981)
- Medusa's Gift (1991)

Assajos:
- Not Responsible for Personal Articles (1978)

Memòries:
- Mommy Dressing: A Love Story, After a Fashion (1998)

Literatura infantil:
- X: A Fabulous Child's Story (1978)[4]